# Cainiella
Cainiella E. Müll. – rodzaj grzybów z typu workowców (Ascomycota).

## Systematyka i nazewnictwo
Pozycja w klasyfikacji według Index Fungorum
Sordariaceae, Sordariales, Sordariomycetidae, Sordariomycetes, Pezizomycotina, Ascomycota, Fungi.
Gatunki występujące w Polsce
- Cainiella johansonii (Rehm) E. Müll. 1957

Nazwy naukowe na podstawie Index Fungorum. Wykaz gatunków polskich według Mułenko i in.